# (36180) 1999 SQ19
1999 SQ19 (asteroide 36180) é um asteroide da cintura principal. Possui uma excentricidade de 0.10086500 e uma inclinação de 12.36919º.
Este asteroide foi descoberto no dia 30 de setembro de 1999 por LINEAR em Socorro.